# Telatycki
Telatycki – polski herb szlachecki, odmiana herbu Belina.

## Opis herbu
Opis zgodnie z klasycznymi regułami blazonowania:
W polu błękitnym trzy podkowy srebrne, dwie nad jedną. 
Klejnot: trzy pióra strusie. W innej wersji ramię zbrojne, wznoszące miecz.

## Najwcześniejsze wzmianki
Nieznana geneza odmiany.

## Herbowni
Lewusz, Lewusza, Telatycki.